# UFO 1
UFO 1 — дебютный студийный альбом британской рок-группы UFO, изданный в октябре 1970 года.

## Предыстория
В 1969 году гитарист Мик Болтон, басист Пит Уэй и барабанщик Тик Тораццо организовали группу с первоначальным название The Boyfriends. Группа несколько раз меняла название, музыканты выступали под именами Hocus Pocus, The Good, The Bad, The Ugly и Acid. Вместо Тораццо в группе какое-то время играл Колин Тёрнер, который впоследствии был заменён Энди Паркером. Группа репетировала в доме родителей Болтона. Наконец в августе 1969 гитарист представил своим коллегам Фила Могга, который стал вокалистом группы. В октябре 1969 музыканты решили переименовать свою группу в UFO в честь одноимённого музыкального клуба. В конце того же года состоялось первое выступление UFO перед публикой.

## Продюсирование и запись
Новоиспечённая группа заинтересовала британского певца Эдди Гранта и он помог UFO заключить контракт с лейблом Beacon, который находился под управление Милтона Сэмуэля. Грант также выступил продюсером нескольких записей, однако музыканты не были удовлетворены полученным результатом. Вскоре после этого UFO познакомились с Дугом Флеттом. Ему понравилось живое и резкое звучание группы и он согласился выступить продюсером дебютного альбома. Помимо оригинальных композиций группы Флетт также предложил включить в альбом каверы на три выбранные им песни. По словам Флетта Гай Флетчер не принимал никакого участия в работе над альбомом хоть и был указан в качестве продюсера.
Флетт вместе с группой записал альбом всего за два дня в Jackson Studios, бюджет альбома составил всего лишь 500 фунтов стерлингов. Все треки были записаны живьём с очень небольшими наложениями. Получившаяся запись понравилась Сэмуэлю и он даже заключил несколько сделок на выпуск альбома за рубежом, в том числе с подразделением лейбла Motown Records в США, предложившим аванс в 20 тыс. долларов.
После выпуска пластинки Сэмюэль переехал на Ямайку, где скончался от рака через несколько лет. По словам Флетта ни он, ни группа так и не получили ни цента отчислений.

## Об альбоме
На записи прослеживается влияние большого числа разных групп в том числе Led Zeppelin, Cream, Quicksilver Messenger Service. В музыкальном плане альбом представляет собой смесь различных жанров. С одной стороны это психоделический рок и спейс-рок («Unidentified Flying Object», «Treacle People»), с другой блюз-роковые и рок-н-ролльные номера («Boogie for George», «C’mon Everybody», «Timothy»). По словам вокалиста группы Фила Могга музыканты при записи пластинки разрывались между блюзом и психоделией.
UFO 1 не снискал большого успеха на родине музыкантов и не попал в чарты. Всего в Великобритании было продано около 3700 копий пластинки. Иначе дело обстояло в Германии, где сингл «Boogie» достиг 30 места в местном чарте. А в Японии группа пользовалась ещё большим успехом, было продано около 135 тыс. копий альбома.

## Отзывы
Музыкальный критик сайта Allmusic Джейсон Андерсон оценил альбом в 3 звезды из 5. Он отмечает, что «шероховатость записи и её любительский уровень могут показаться для одних слушателей причудливыми и наивными, но могут оттолкнуть других». По его словам UFO 1 «приятный пре-металический этюд, который демонстрирует, как блюз и психоделия вдохновляли музыкантов метала до того, как поп-музыка проникла в этот жанр». По мнению Андерсона «Boogie», «C’mon Everybody» и «Follow You Home» наиболее сильные композиции на альбоме, навевающие параллели с ранними Black Sabbath, Blue Cheer и отчасти The Who.
Нил Дэниелс в своей книге High Stakes & Dangerous Men: The UFO Story считает, что альбом интересен с исторической точки зрения, но несколько слаб и запутан в качестве подачи материала. Дэниелс также отмечает, что к моменту записи музыканты не так долго играли вместе и не успели ещё выработать свой собственный стиль.

## Список композиций
Авторы композиций Болтон, Уэй, Могг и Паркер, если не указано иное
| №  | Название                                        | Автор(ы)                     | Длительность |
| -- | ----------------------------------------------- | ---------------------------- | ------------ |
| 1. | «Unidentified Flying Object» (инструментальная) |                              | 2:19         |
| 2. | «Boogie for George»                             |                              | 4:16         |
| 3. | «C’mon Everybody»                               | Эдди Кокран, Джерри Кэйпхарт | 3:12         |
| 4. | «Shake It About»                                |                              | 3:47         |
| 5. | «(Come Away) Melinda»                           | Фред Хеллерман, Фран Минкофф | 5:04         |

| №  | Название          | Автор(ы)  | Длительность |
| -- | ----------------- | --------- | ------------ |
| 1. | «Timothy»         |           | 3:28         |
| 2. | «Follow You Home» | Уэй       | 2:13         |
| 3. | «Treacle People»  | Болтон    | 3:23         |
| 4. | «Who Do You Love» | Бо Диддли | 7:49         |
| 5. | «Evil»            | Уэй       | 3:27         |

## Участники записи
UFO
- Фил Могг — вокал
- Мик Болтон — гитара
- Пит Уэй — бас-гитара
- Энди Паркер — ударные

производственный персонал
- Дуг Флетт — продюсирование
- Гай Флетчер — продюсирование
- Милтон Сэмюэль — исполнительный продюсер

## Позиции в чартах
Сингл
| Год  | Страна   | Название | Хит-парад            | Позиция |
| ---- | -------- | -------- | -------------------- | ------- |
| 1970 | Германия | «Boogie» | Media Control Charts | 30      |